# Заштићено станиште
Заштићено станиште je подручјe које обухвата један или више типова природних станишта значајних за очување једне или више популација дивљих врста и њихових заједница. На том простору забрањене су радње и активности којима се угрожава или оштећује један или више типова станишта. Овај тип заштићеног подручја је врло близак споменику природе, али се од њега разликује због тога што је фокус стављен на конкретну врсту биљака или животиња, које се законом штите.

## Међународна дефиниција
Одређено станиште биљне или животињске врсте према критеријумима МУЗП-а, штити се у циљу чувања поједине врсте, њеног генетичког фонда или репродукције. Посебно се обраћа пажња на следеће чиниоце:
- очување постојеће вегетације или других биолошких одлика
- очување делова изолованог станишта у оквиру постојећег предела
- развијање свести о значају очувања врсте и станишта

Заштићено станиште може укључивате представнике флоре и фауне, на локалном, регионалном или глобалном значају, што се најчешће односи на енедемске и реликтне врсте. Површина заштићеног подручја није важан чинилац и може варирати од неколико метара до неколико хектара.

## Историјат заштићених станишта
Појам заштићено станиште у међународној категоризацији односи се на IV категорију према МУЗП-у. Већина светских подручја те категорији, на националним нивоима спада у резервате и уточишта дивљег света, која су формирана ради очувања одређене врсте или врста. Једно од најстаријих заштићених станишта птица језеро Мерит у Калифорнији, проглашено за резерват дивљих врста 1870. године. На Флориди је 1903. године проглашен национални резерват дивљих врста Острво пеликана.
- Језеро Мерит
- Острво пеликана
- Викен Фен
- Неандертал
- Лајнцер тиргартен

У Европи су нека од најстаријих заштићених станишта формирана у Уједињеном Краљевству још 1899. године, Викен фен, у грофовији Кембриџшир, са циљем да се заштите јединствене травне заједнице и мочварна област. У долини Неандертал, у Немачкој, формирано је заштићено истоимено станиште 1921. године, првог тог типа у држави. Још 1561. године цар Фердинанд I, на ободу града Беча оградио је подручје богато разноврсним живим светом и дивљачи, за потребе приватног ловишта. Након Првог светског рата поменут предео заштићен је као резерват дивљачи Лајнцер тиргартен.

## Заштићена станишта у Србији
У Србији је заштићено станиште подручје које обухвата један или више типова природних станишта значајних за очување једне или више популација дивљих врста и њихових заједница. Такав простор ставља се под заштиту да би се очувала ретка и угрожена станишта, екосистеми и врсте, њихов животно станиште, али и да би се обезбедио протоког гена, миграторне руте и омогућила научна истраживања. У Србији је законом заштићено пет станишта, а седам је у поступку заштите.
- Панчевачке аде
- Велико блато
- Толинци

Најстарије заштићено станиште у Србији је бара Трсковача и налази се у општини Рума, атар села Платичево, а проглашено је 2011. године. Након тога заштићени су Велико блато код Београда (2016), Бресничићка слатина (2018), Панчевачке аде (2019) и Зимовалиште малог вранца (2022).